# Litterae significativae
Litterae significativae sind besondere, in karolingischen Minuskeln geschriebene Buchstaben in den Neumenhandschriften der Sankt-Galler Familie für melodische, rhythmische oder andere interpretatorische Anweisungen beim Gregorianischen Choral. Die wörtliche Übersetzung aus dem Lateinischen bedeutet so viel wie anzeigende Buchstaben. Sie werden auch Romanus-Buchstaben (litterae Romanae) genannt.
Die Neumen skizzieren den Melodieverlauf eines Gregorianischen Chorals und wurden bei Bedarf mit den Litterae significativae ergänzt, um zum Beispiel Folgetöne zu präzisieren oder Dehnungen anzuzeigen. Der Chronist Ekkehard aus St. Gallen schrieb die Einführung der Litterae signifivativae in seinem Abschnitt der Casus Sancti Galli (um 1040) dem römischen Musiker und Mönch Romanus zu. Notker I. († 912) erklärte die Bedeutung der einzelnen Buchstaben beziehungsweise Buchstabenkombinationen und -folgen in einem Brief.
| Buchstabe(n) | Abkürzung von      | Bedeutung                  |
| ------------ | ------------------ | -------------------------- |
| a            | altius             | höher                      |
| a            | augere             | vergrößern                 |
| b            | bene               | gut                        |
| cõ           | conjunctim         | verbunden                  |
| c            | celeriter          | schnell                    |
| d            | deprimatur         | wird erniedrigt            |
| dt           | duplicatur         | wird verdoppelt            |
| e / eq       | equaliter          | gleich, eben               |
| f            | fremitus, frangor  | Lärm (lauter Ton)          |
| fid          | fideliter          | fest, sicher               |
| g            | gutture            | mit der Kehle singen       |
| h            | humiliter          | niedrig                    |
| i            | inferius           | tiefer                     |
| iv           | inferius valde     | viel tiefer                |
| k            | klamor             | Geschrei (sehr lauter Ton) |
| l            | levare             | heben                      |
| len          | leniter            | anmutig                    |
| m / md       | mediocriter        | ein wenig                  |
| moll         | molliter           | weich                      |
| n            | non                | nicht                      |
| nt           | non tenere         | nicht (aus-)halten         |
| p            | parvum             | klein                      |
| p            | perfecte           | vollkommen                 |
| p            | pressim            | nachdrücklich              |
| par          | paratim            | entschlossen               |
| pulcre       | pulcre             | schön                      |
| s            | sursum / supra     | hinauf / darüber           |
| simul        | simul              | (zu)gleich                 |
| sm           | sursum mediocriter | ein wenig nach oben        |
| st           | statim             | sofort                     |
| t            | tenere             | (aus-)halten               |
| tb           | tenere bene        | gut (aus-)halten           |
| v            | valde              | sehr                       |
| x            | expectare          | warten                     |

Besonders häufig wurden die Buchstaben a, l und s für ansteigende Melodien, e für gleichbleibende Tonhöhe und c und t für die Dauer von Neumen verwendet. Die anderen Buchstaben tauchen zum Teil nur recht selten auf. Die Gregorianische Semiologie beschäftigt sich mit der Entschlüsselung der Bedeutung der Neumen, die durch die Angabe der Litterae significativae vereinfacht wird. Durch die Romanus-Buchstaben können Feinheiten des Gregorianischen Gesanges genauer restituiert werden.